# Béziers
Béziers (Besièrs in het Occitaans) is een stad in het zuiden van Frankrijk, in de Languedoc. De gemeente is een onderprefectuur van het departement van de Hérault (nr 34). De gemeente telde 80.815 inwoners op 1 januari 2022. De inwoners worden respectievelijk Biterrois en Biterroises  genoemd.
Door Béziers stromen de Orb en het Canal du Midi.
Béziers leeft vooral van toerisme en wijnproductie.

## Geschiedenis
Béziers is ontstaan als Keltiberische nederzetting en droeg de naam Betteris. De stad werd veroverd door de Romeinen en kreeg de naam Iulia Baeterrae. De Via Domitia liep van oost naar west door de stad en via een brug was er een oversteek over de Orb. Uit die tijd resten nog ruïnes van een Romeinse arena.
De stad hing af van de burggraven van Carcassone. Béziers werd in de eerste helft van de 12e eeuw een gemeente bestuurd door consuls. Béziers is historisch vooral bekend om het Bloedbad van Béziers op 22 juli 1209 tijdens de eerste Albigenzische Kruistocht. Op die dag konden de kruisvaarders onder leiding van Simon van Montfort onverwachts de stad innemen. Op de vraag hoe men de ketters kon herkennen van de katholieken, antwoordde de pauselijke gezant Arnaud Amaury "Tuez-les tous, Dieu reconnaîtra les siens." Dood hen allen, God zal de zijnen herkennen. Daarop werden 20.000 mannen, vrouwen en kinderen afgemaakt en de stad platgebrand. In de stad werden daarna concilies tegen de katharen gehouden. In 1229 werd Béziers een kroondomein. De stadsmuren werden herbouwd in 1289 maar afgebroken in 1632.
In de 17e eeuw werd het Canal du Midi aangelegd om de Middellandse Zee te verbinden met de Atlantische Oceaan. Ter hoogte van Béziers werden hiervoor de negen sluizen Fonseranes gebouwd.
Pas in 1849 kwam er een tweede brug over de Orb (Pont Neuf). Tot dan moest alle verkeer over de 12e-eeuwse Pont Vieux.

## Geografie
De oppervlakte van Béziers bedroeg op 1 januari 2022 95,48 vierkante kilometer; de bevolkingsdichtheid was toen 846,4 inwoners per km².
De onderstaande kaart toont de ligging van Béziers met de belangrijkste infrastructuur en aangrenzende gemeenten.

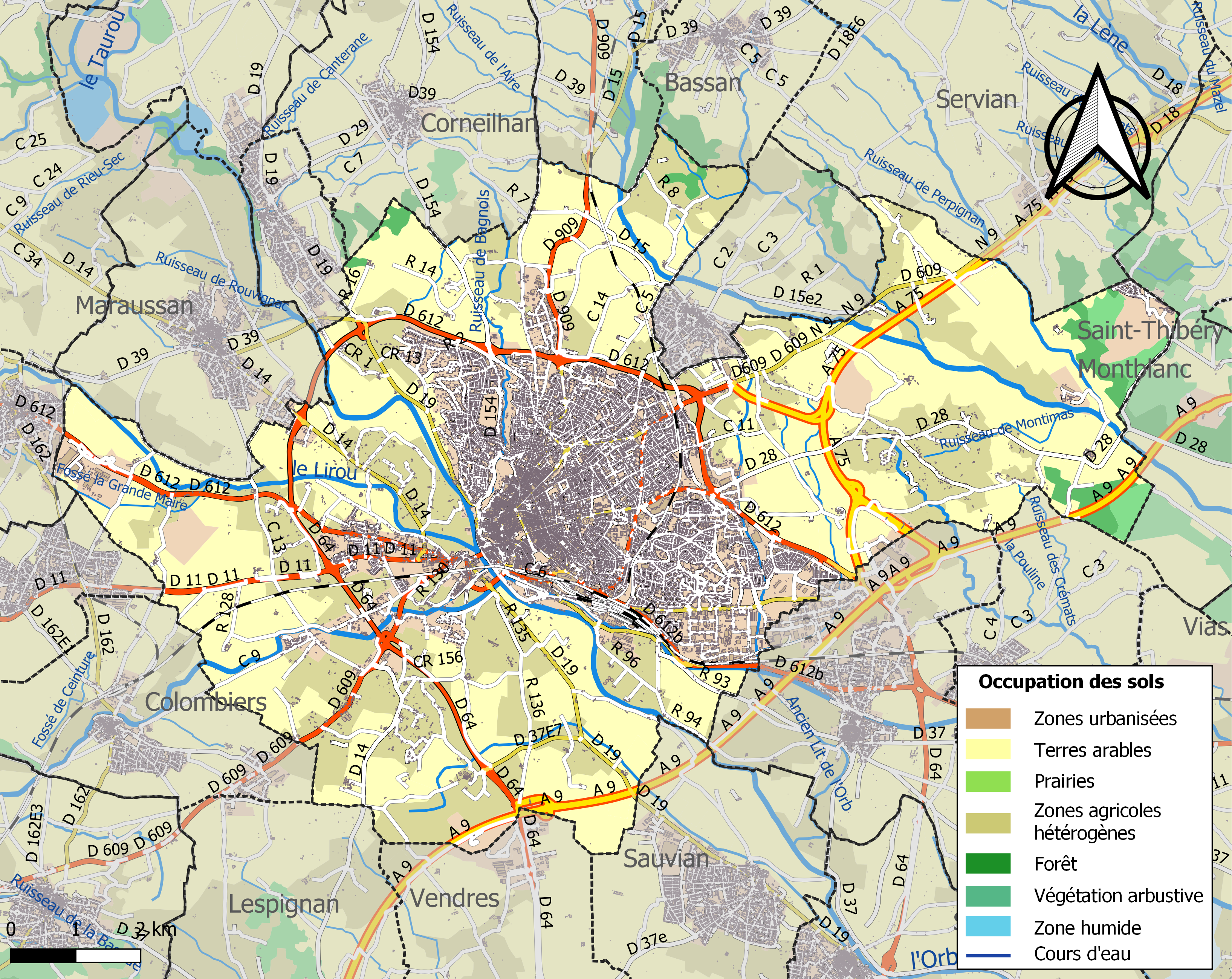

## Economie
In de gemeente ligt spoorwegstation Béziers en er is een grote werkplaats van de Franse Spoorwegen. Er is chemische industrie en er zijn distilleerderijen.

## Demografie
Onderstaande figuur toont het verloop van het inwoneraantal van Béziers vanaf 1962.

## Bezienswaardigheden
Béziers telt verschillende historische kerken:
- De basiliek Saint-Nazaire is gebouwd als een versterkte kathedraal boven op een heuvel boven de rivier de Orb. Het kerkgebouw dateert uit de 13e en 14e eeuw en verving de romaanse kerk die verwoest werd in 1209.
- De kerk Saint-Jacques, met een romaanse apsis uit de 12e eeuw.
- De kerk Saint-Aphrodise, met een romaans schip en een gotisch koor.

Kastelen:
- Kasteel van Libouriac (19e eeuw)
- Kasteel Saint-Bauzille (19e eeuw)
- Kasteel van Poussan-le-Haut

### Afbeeldingen

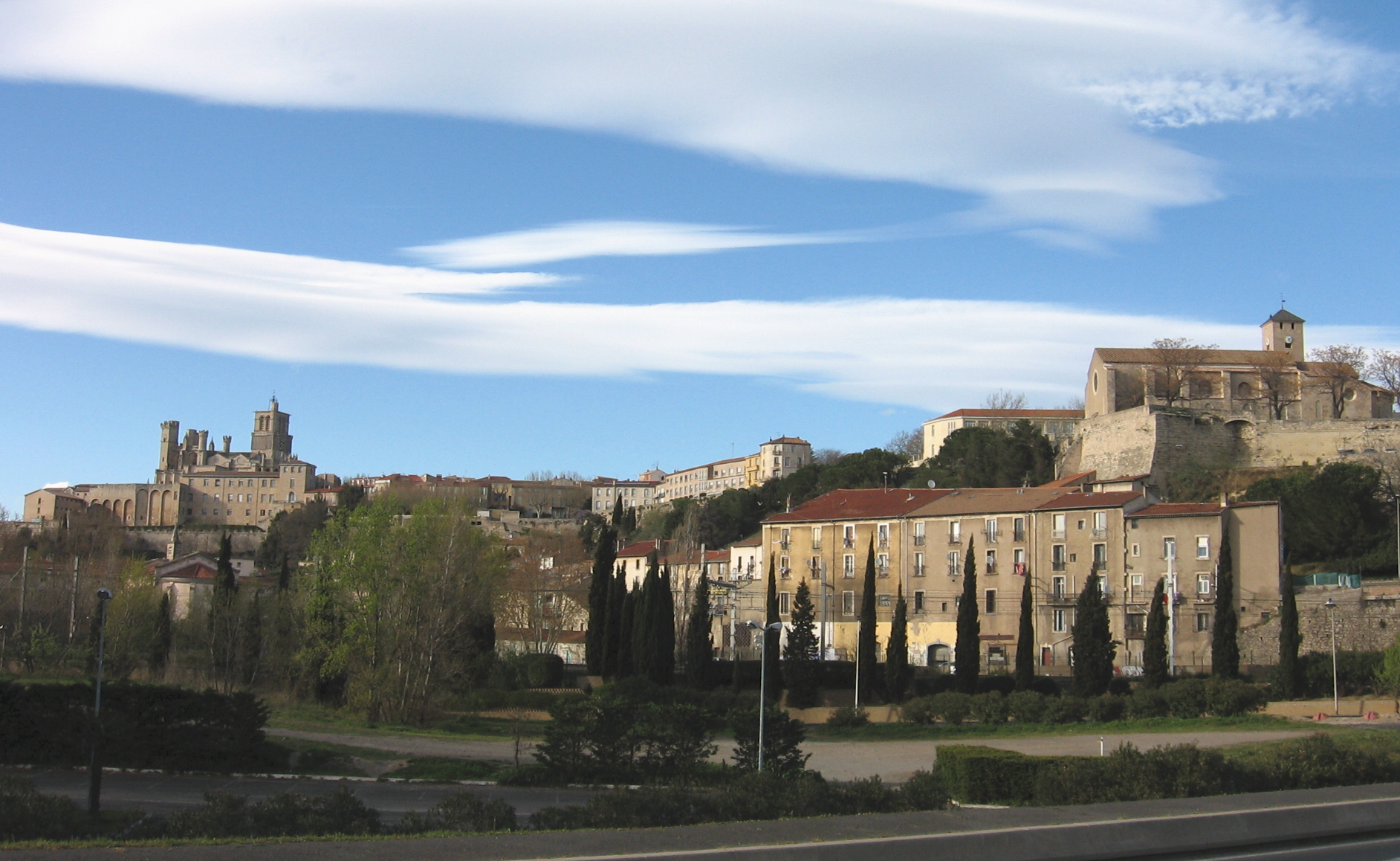
Zicht op Béziers met de basiliek St-Nazaire
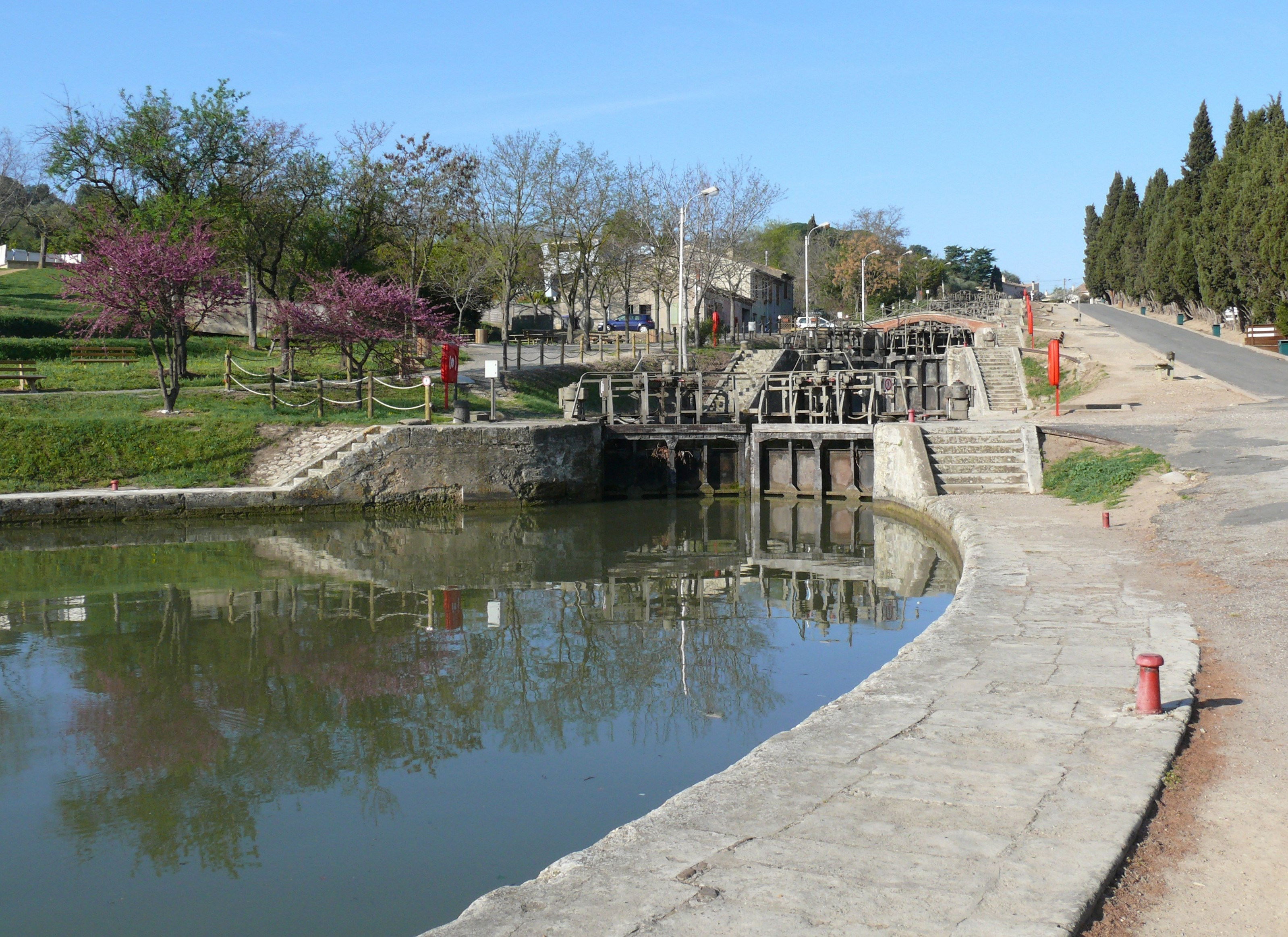
Canal du Midi
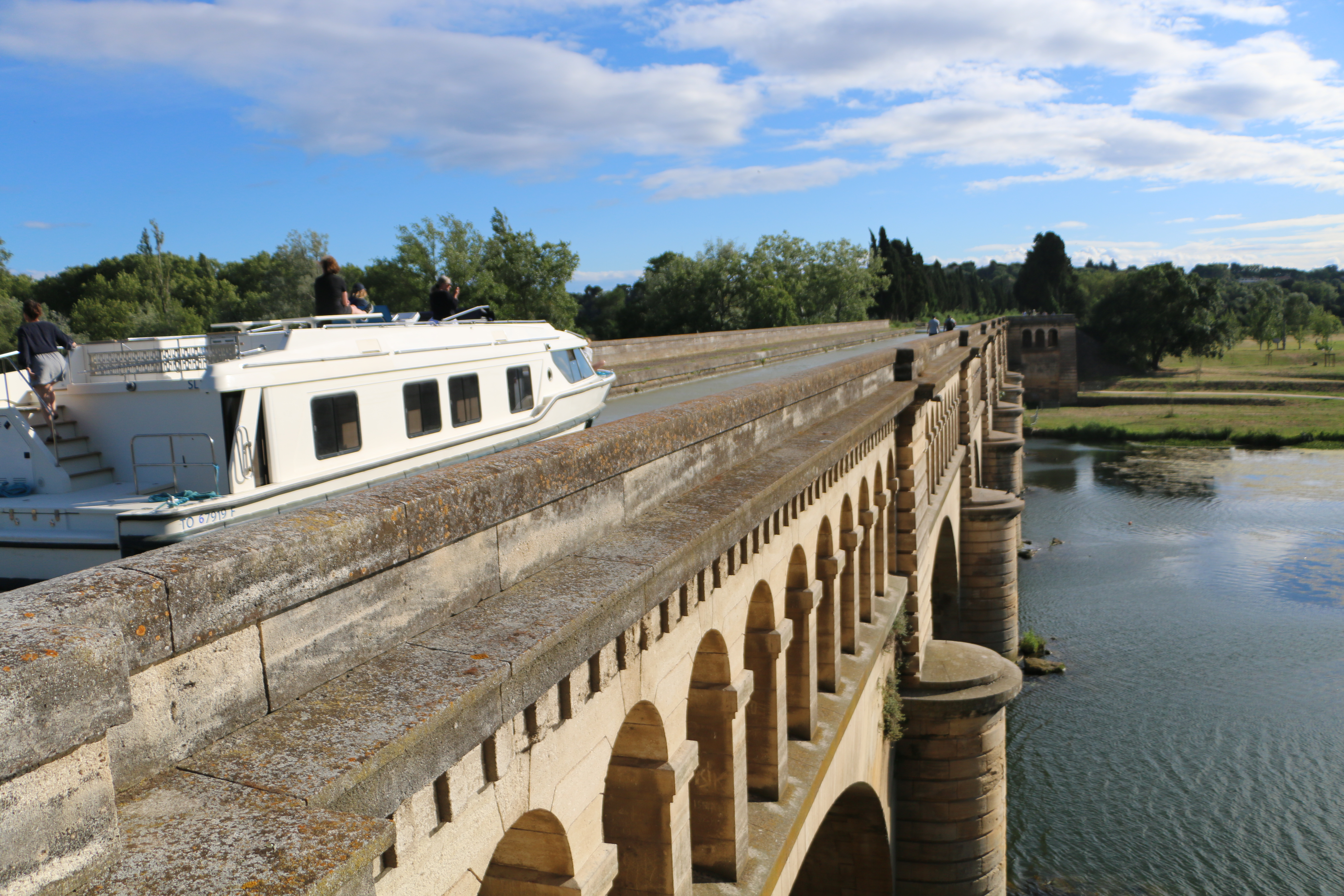
Aquaduct over de Orb
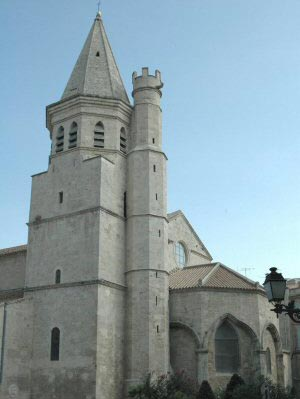
Église de la Madeleine
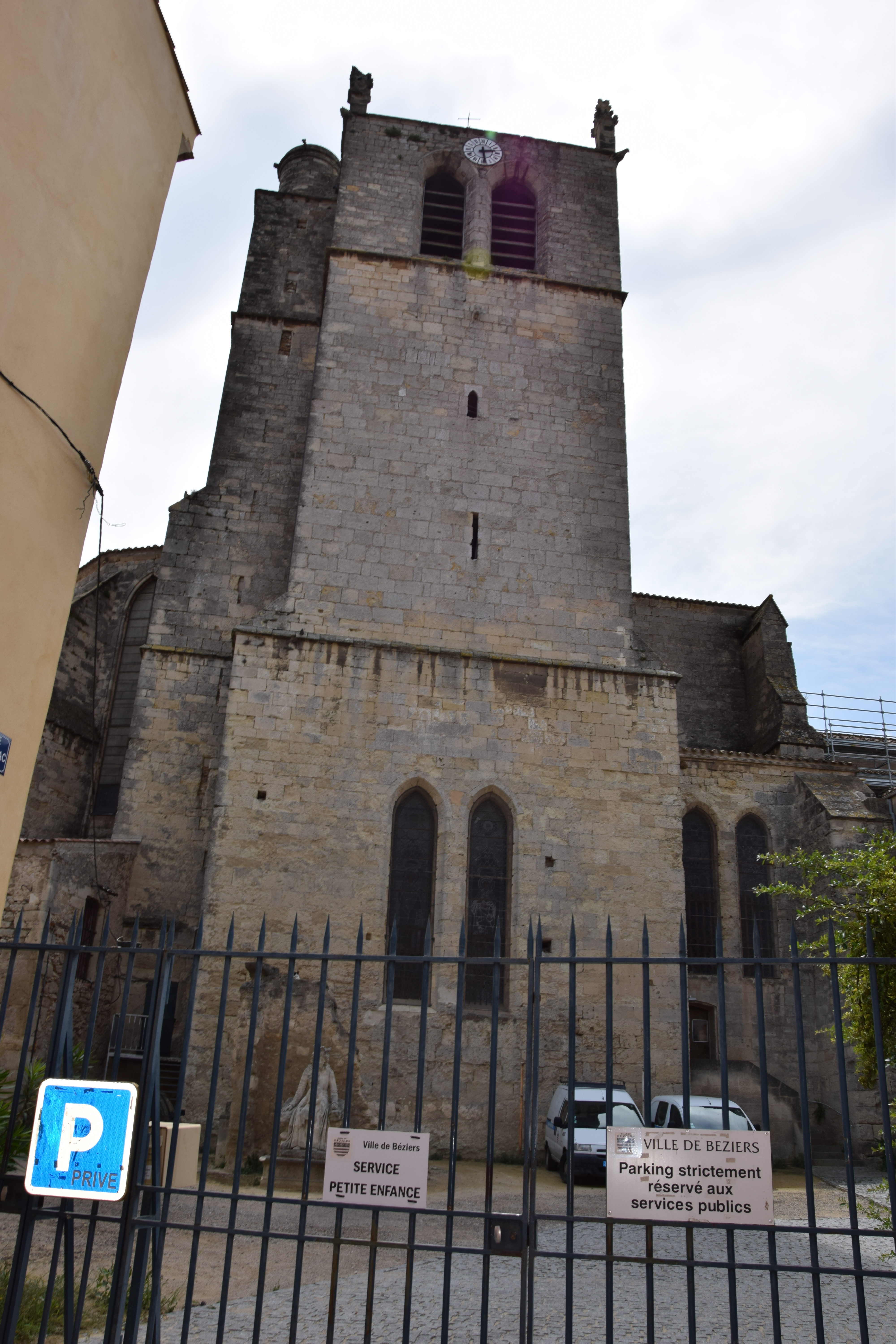
Basiliek Saint-Aphrodise
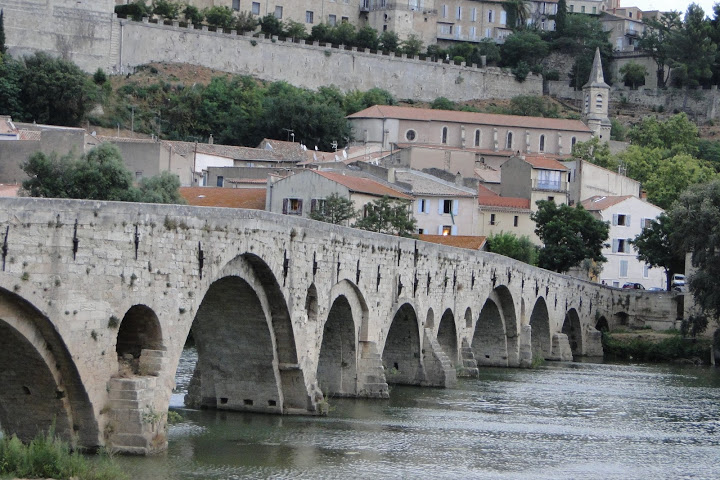
Pont Vieux

## Sport
Béziers is zes keer etappeplaats geweest in de wielerkoers Ronde van Frankrijk. Daarbij was Béziers vijf keer aankomstplaats van een etappe. De Brit David Millar was in 2002 de laatste ritwinnaar in Béziers.

## Geboren
- Pierre-Paul Riquet (1609-1680), ontwerper en kanaalbouwer
- Jean-Jacques Dortous de Mairan (1678–1771), geofysicus en astronoom
- Pierre Gaveaux (1761–1825), zanger (tenor) en componist
- Édouard Barbey (1831–1905), politicus
- Gustave Fayet (1865-1925), wijnbouwer, kunstenaar en kunstverzamelaar
- Jean Moulin (1899-1943), verzetsheld
- Edgar Faure (1908-1988), liberaal politicus en ex-premier van Frankrijk
- Paul Crauchet (1920-2012), acteur
- Max Cabanes (1947), stripauteur
- Julien Rodríguez (1978), voetballer
- Rudy Riou (1980), voetballer
- Jérémy Clément (1984), voetballer
- Richard Gasquet (1986), tennisser
- Alexandra Rosenfeld (1986), fotomodel
- Jim Pla (1992), autocoureur
- Victor Koretzky (1994), wielrenner
- Amine Adli (2000), voetballer

## Overleden
- Roger Beaufrand (1908-2007), wielrenner